# TAKAHIRO (가수)
TAKAHIRO(タカヒロ, 1984년 12월 8일 ~ )는 일본의 가수, 배우이다. EXILE, ACE OF SPADES의 보컬. 본명은 타사키 타카히로(田﨑 敬浩)이다. 야마구치현 시모노세키시에서 출생, 나가사키현 사세보시에서 성장. 신장은 180cm, 혈액형은 O형이다.
배우자는 여배우의 타케이 에미.

## 약력
야마구치현 시모노세키시에서 태어나, 이후 나가사키현 사세보시에서 성장했다. 사세보 시립 히로타 초등학교, 사세보 시립 히로타 중학교,  나가사키 현립 세보도우쇼 고등학교를 졸업했다.
부모가 미용사, 본가의 미용실을 돕는 것이 당연한 환경이었기 때문에 진로에 좌절하지 않고, 미용사를 뜻을 두게 된다. 후쿠오카 미용 전문 학교에 진학. 재학 중 미용사도 참여 경연 대회 〈후쿠오카현 미용 기술 선수권 대회〉에서 우승하고, 상금을 획득했다. 취직을 계기로 도쿄에 상경, 오모테산도에 있는 미용실 MINX 하라주쿠에서 근무했다. 1년 후, 가수를 지망해 미용사 일을 일단 그만 두게 된다. 도전 기간은 2년을 한도로 결정했다.
2006년 9월 22일 일본무도관에서 열린 〈VOCAL BATTLE AUDITION〉에서 우승을 계기로 EXILE의 새로운 보컬리스트이자 멤버로 가입한다.
2012년 4월, 록 밴드 ACE OF SPADES을 결성.
2013년 6월 26일, 싱글 〈1천1초 (一千一秒)〉로 솔로 데뷔.
2014년 1월, 드라마 《전력 외 수사관》으로 배우 데뷔.

## 인물
- 중학생 시절에[15] 오키나와 가라데 초단으로,[16] 중학교 2학년 때[10] 일본무도관에서 열린 전국 대회에서 5위에 입상했다.[17]

- 중학생 시절에 배운 서예는 8단으로,[16] 전시회에 전시하거나 책과 함께 특기인 그림도 전시해 개인전을 개최하고 있다.[18] 오키나와에서의 의뢰를 받아 오키나와 가라데 회관 개관 기념으로 책을 기증하고 있다.[19] 출신 지역에 있는 사세보 시립 구로시마 초·중학교 학생으로부터의 의뢰를 받아 새로운 교사 낙성 기념으로 교문 문설주에 휘호도 있다.[20]

- avex proworks의 일원이었던 적이 있다.[21]

- 오디션때까지 흡연자였지만, 최종전형에 남았을 때 HIRO로부터 금연을 권유받아 그만두었다고 한다.

- 2007년 3월 1일, 모교, 나가사키현 세보도우쇼 고등학교의 졸업식에서 서프라이즈 라이브를 했다.

- 서 있는 위치는 정면에서 왼쪽. (원멤버 SHUN과 같은 위치)

- 3세 아래의 여동생이 있다.[22]

- 2017년 9월 1일, 여배우 타케이 에미와 결혼.  드라마 《전력 외 수사관》에서 공연을 계기로 2년 반 교제 기간을 거쳐 결혼에 이르렀다.[3] 2018년 3월에 첫 아이가 되는 여자아이가 태어났다.[23]

## 음반 작품 (솔로)

### 싱글
순위는 오리콘 주간 랭킹 최고 순위
|   | 발매일          | 제목            | 최고 순위 |
| - | --------------- | --------------- | --------- |
| 1 | 2013년 6월 26일 | 一千一秒 1천1초 | 2위       |
| 2 | 2014년 3월 5일  | Love Story      | 3위       |
| 3 | 2017년 10월 4일 | Eternal Love    | 3위       |

### 전달 싱글
| 발매일           | 제목                                         |
| ---------------- | -------------------------------------------- |
| 2019년 7월 8일   | Last Night                                   |
| 2019년 10월 16일 | YOU are ROCK STAR                            |
| 2019년 11월 25일 | ON THE WAY 〜愛の光〜 ON THE WAY ~사랑의 빛~ |
| 2020년 9월 28일  | 運命のヒト 운명의 사람                       |
| 2020년 12월 21일 | Heavenly White EXILE RESPECT Ver.            |
| 2021년 8월 9일   | 優しい光 상냥한 빛                           |

### 앨범
|   | 발매일          | 제목           | 최고 순위 |
| - | --------------- | -------------- | --------- |
| 1 | 2015년 9월 23일 | the VISIONALUX | 1위       |

### 미니 앨범
|   | 발매일          | 제목                  | 최고 순위 |
| - | --------------- | --------------------- | --------- |
| 1 | 2017년 12월 6일 | All-The-Time Memories | 6위       |

### 기타 솔로 곡
| 발매일          | 제목                    | 수록 음반                                                    |
| --------------- | ----------------------- | ------------------------------------------------------------ |
| 2011년 3월 9일  | 以心伝心 이심전심       | EXILE Cover Album 〈EXILE COVER〉                            |
| 2012년 1월 1일  | PLACE                   | EXILE JAPAN                                                  |
| 2021년 1월 22일 | Choo Choo TRAIN         | 잡지 〈TAKAHIRO 쟈란〉                                       |
| 2021년 4월 27일 | Lovers Again            | EXILE 〈PARADOX〉                                            |
| 2021년 6월 18일 | もっと強く 좀 더 강하게 | EXILE TAKAHIRO×하라미찬 〈もっと強く – From THE FIRST TAKE〉 |

### 영상 작품
팬클럽 한정
- EXILE TRIBE FAMILY FAN CLUB EVENT "TAKAHIRO 道の駅 2017-2018" (2018년 11월 14일)
- EXILE TRIBE FAMILY FAN CLUB EVENT "TAKAHIRO 道の駅 2019" (2020년 3월 12일)

### 참여 작품
| 발매일           | 제목                                                   | 수록 음반                                        |
| ---------------- | ------------------------------------------------------ | ------------------------------------------------ |
| 2009년 2월 25일  | My Buddy part. II                                      | J Soul Brothers 〈J Soul Brothers〉              |
| 2012년 3월 7일   | All You Need Is Love                                   | JAPAN UNITED with MUSIC 〈All You Need Is Love〉 |
| 2018년 11월 14일 | BELOVED feat. EXILE TAKAHIRO (from LUNATIC FEST. 2018) | GLAY 〈愁いのPrisoner/YOUR SONG〉                |

## 서적
- TAKAHIRO 쟈란 (2021년 1월 22일, 리크루트) ISBN 978-4862076908

## 라이브

### 팬클럽 이벤트
- EXILE TRIBE FAMILY FAN CLUB EVENT "TAKAHIRO 휴게소 2017-2018"
- EXILE TRIBE FAMILY FAN CLUB EVENT "TAKAHIRO 휴게소 2019"

### 단체
- EXILE TRIBE PERFECT YEAR 2014 SPECIAL STAGE "THE SURVIVAL"IN SAITAMA SUPER ARENA 10DAYS (2014년 6월 16일 ~ 6월 18일, 사이타마 슈퍼 아레나)

### 기타
- 개인전 始 〈-絵具バカ日誌-〉 (2014년 6월 12일 ~ 6월 22일, 사이타마 슈퍼 아레나 TOIRO)

## 출연 작품

### 텔레비전 드라마
- 전력 외 수사관 (2014년 1월 ~ 3월, NTV) - 시타라 쿄스케 역
  - 전력 외 수사관 SPECIAL (2015년 3월 21일)
  - 와일드 히어로즈 (2015년 4월 ~ 6월, NTV) - 세가와 키이치 (키보우) 역
- HiGH & LOW ~THE STORY OF S.W.O.R.D.~ (2015년 10월 ~ 12월, NTV) - 아메미야 마사타카 역
  - HiGH & LOW Season2 (2016년 4월 ~ 6월)

### 영화
- ROAD TO HiGH & LOW (2016년 5월) - 아메미야 마사타카 역
  - HiGH & LOW THE MOVIE (2016년 7월)
  - HiGH & LOW THE RED RAIN (2016년 10월) - 주연
  - HiGH & LOW THE MOVIE 2 / END OF SKY (2017년 8월)
  - HiGH & LOW THE MOVIE 3 / FINAL MISSION (2017년 11월)
- 나를, 만나고 싶었다 (2019년 5 월) - 토오루 역
- 세 명의 노부나가 (2019년 9월) - 노부나가 코오 역

### 단편 영화
- 우타모노가타리 -CINEMA FIGHTERS project- 〈카나리아〉 (2018년 6월) - 나가타 아키라 역

### 무대
- MOJO (2017년 6월 ~ 7월) - 베이비 역

### TV 프로그램
- 산마 & EXILE의 세상에 하나 뿐인 노래 (2009년 12월 30일·2010년 4월 9일, TV 아사히) - MC
- EX-LOUNGE (2012년 11월 ~ 2013년 3월, TBS) - MC
- 바이킹 (2014년 4월 ~ 2015년 3월, 후지 TV) - 화요일 격주 MC

### 광고 (CM)
- 메이지 제과
  - Fran (2009년)
  - 메이지 밀크 초콜릿 (2010년 ~ 2011년)
  - Dorea"(2011년 ~ 2012년)
- 도요타 자동차 〈WISH〉 (2009년)
- 로토 제약 〈로토지〉 (2010년 ~ 2012년)
- 기린 음료 〈어른의 기린 레몬〉 (2010년 ~ 2011년)
- 후지쯔
  - ARROWS (2011년)
  - FMV (2012년)
- GREE 〈성전 케르베로스〉 (2011년 ~ 2012년)
- NTT 커뮤니케이션즈 〈050 plus〉 (2011년 ~ 2013년)
- 고세 〈adidas skin protection〉 (2012년)
- 일본 코카-콜라 〈코카콜라 제로〉 (2013년)
- 다이이치 코쇼 〈SmartDAM〉 (2013년)
- Samantha Thavasa meets SAMANTHA KINGZ (2014년 ~ 2015년)
- 양복의 아오야마 (2014년 ~ 2015년)
- 에자키 글리코 목장 시보리 (2015년)
- 산토리 맥주 〈더 프리미엄 몰츠〉 (2015년 ~ 2016년)
- 닛신 식품 〈컵 누들〉 (2018년)

### MV
- 일본 후생노동성 아는, 간염 프로젝트 테마송 〈미소의 내일〉 (2016년)
- RED DIAMOND DOGS 〈RED SOUL BLUE DRAGON〉 (2018년)

### 애니메이션
- 〈HiGH & LOW g-sword〉 애니메이션 DVD 부착 특장판 플래시 애니메이션 (2017년) - 아메미야 마사타카 역

### 연재
- MEN'S NON-NO (2013년 11월호 ~ 2016년 3월호)

### 기타
- 환경성 동물 애호 포스터 (2009년·2013년)
- 제34회 새 인간 콘테스트 〈토호쿠 대학 Windnauts〉 팀 서포터 (2011년)
- 사세보 관광 명예 대사 (2016년 9월 ~ )
- 제일 생명 〈초중학생 사라가와 선수권〉 〈여름 방학 어린이 미니 작문 콩쿨〉 응원 서포터 (2018년)
- 타카라 주조 〈레몬사와 일본을 건강하게!〉 프로젝트 스페셜 서포터 (2020년 ~ )
- 리크루트 라이프 스타일 〈쟈란〉 30주년 앰배서더 (2020년)

### 프로듀스
- EXILE 〈Turn Back Time〉 feat. FANTASTICS (Lyric Video) (2018년)
- 사세보 시립 구로시마 초중학교 문설주 휘호 (2018년)